# Grasonville
Grasonville és una concentració de població designada pel cens dels Estats Units a l'estat de Maryland. Segons el cens del 2000 tenia 2.193 habitants.

## Demografia
Segons el cens del 2000, Grasonville tenia 2.193 habitants, 845 habitatges, i 588 famílies. La densitat de població era de 181,3 habitants/km².
Dels 845 habitatges en un 30,1% hi vivien nens de menys de 18 anys, en un 46,6% hi vivien parelles casades, en un 15,6% dones solteres, i en un 30,3% no eren unitats familiars. En el 24,4% dels habitatges hi vivien persones soles el 12,8% de les quals corresponia a persones de 65 anys o més que vivien soles. El nombre mitjà de persones vivint en cada habitatge era de 2,58 i el nombre mitjà de persones que vivien en cada família era de 3,01.
Per edats la població es repartia de la següent manera: un 25,3% tenia menys de 18 anys, un 7,9% entre 18 i 24, un 27,8% entre 25 i 44, un 21,7% de 45 a 60 i un 17,3% 65 anys o més.
L'edat mediana era de 38 anys. Per cada 100 dones de 18 o més anys hi havia 89,1 homes.
La renda mediana per habitatge era de 38.214 $ i la renda mediana per família de 48.704 $. Els homes tenien una renda mediana de 37.566 $ mentre que les dones 23.750 $. La renda per capita de la població era de 18.179 $. Entorn de l'11,6% de les famílies i el 16,7% de la població estaven per davall del llindar de pobresa.

## Poblacions més properes
El següent diagrama mostra les poblacions més properes.